# Sibel & Max
Sibel & Max è una serie televisiva tedesca ideata da Frederik König, prodotta da Neue Deutsche Gesellschaft e trasmessa dal 2016 al 2016 sull'emittente ZDF.  Protagonisti della sono İdil Üner e Marc Oliver Schultze; altri interpreti sono Katheina Unger, Salah Massoud, Yolanda Andrae, Claes Bang, Nina Petri,  Sandra Borgmann e Cem-Ali Gültekin.
La serie si compone due stagioni, per un totale di 24 episodi (12 per stagione), della durata di 45 minuti ciascuno: il primo episodio, intitolato Andere Umstände, venne trasmesso in prima visione televisiva 3 gennaio 2015, mentre l'ultimo, intitolato Happy End?, venne trasmesso in prima visione il 9 aprile 2016.

## Trama
Amburgo, Germania: due colleghi medici, Sibel Aydın e Max Walther, dopo aver scoperto che i rispettivi figli, la sedicenne Jana e il diciassettenne Yunus, stanno insieme e che la ragazza è rimasta incinta, si rimpallano a vicenda le responsabilità per la situazione.

## Episodi
| Stagione         | Episodi | Prima TV Germania | Prima TV Italia |
| ---------------- | ------- | ----------------- | --------------- |
| Prima stagione   | 12      | 2015              | inedita         |
| Seconda stagione | 12      | 2016              | inedita         |

## Personaggi e interpreti
- Dott.ssa Sibel Aydın, interpretata da İdil Üner (s. 1-2).[1][3] Medico, è di origine turca.[2]
- Dott. Max Walther, interpretato da Marc Oliver Schultze (s. 1-2).[1][3] Medico, è vedovo[2] con una figlia adolescente.
- Jana Walther, interpretata da Katherina Unger (s. 1-2).[1][3] È la figlia sedicenne di Max.[1][2]
- Yunus Aydın, interpretato da Salah Massoud (s. 1-2).[1][3] È il figlio diciassettenne di Sibel e il ragazzo di Jana.[1][2]
- Nena Walther, interpretata da Yolande Andrae (s. 1-2).[1][3]
- Berkan Aydın, interpretato da Cem-Ali Gültekin (s. 1-2).[3]
- Yunus Aydın, interpretato da Fatih Erincin
- Gül Aydın, interpretata da Sema Poyraz
- Claes Bang: Dott. Tobias Olsen (s. 1-2).[1][3]
- Nina Petri: Paula Hansen (s. 1-2).[3]
- Sandra Borgmann: Sophie Stein (s. 1-2).[3]
- Stefan Mannhardt, interpretato da Mike Hoffmann (s. 1-2).[3]
- Mike Brandt, interpretato da Adam Bouskoudos (s. 1-2).[3]
- Olaf Jensen, interpretato da Gerhard Gerbens (s. 1-2).[3]
- Klara, interpretata da Pauline Rénevier
- Dimitri Badagaschwili, interpretato da Willi Gerk